# 室井大資
室井 大資（むろい だいすけ、9月21日 - ）は、日本の漫画家。福島県出身。武蔵野美術大学映像学科卒業。
2000年、「海岸列車」がMANGA OPEN大賞を受賞し、同作が『モーニング』に掲載されデビュー。
2019年、『レイリ』で第3回さいとうたかを賞を受賞した。

## 作品リスト

### 連載
- ブラステッド（『Fellows!』、エンターブレイン）
- 妖怪研究家ヨシムラ（livedoor デイリー4コマ・『怪』、角川書店）
- イヌジニン―犬神人―（『コミック怪』、角川書店）
- エバタのロック（『ビッグコミックスピリッツ』、小学館）
- 秋津（『Fellows!』→『ハルタ』、エンターブレイン→KADOKAWA）
- みなもとみなこ（『アオハル』、集英社）
- レイリ（原作：岩明均、『別冊少年チャンピオン』、秋田書店）
- バイオレンスアクション（『やわらかスピリッツ』、小学館） - 沢田新の名義で原作を担当[2]　作画：浅井蓮次
- 世界の終わりの洋裁店（原作：西尾雄太、作画：マツダユカ、『ビッグコミックオリジナル』2024年21号[3] - ） - 原作担当[3]

### 読み切り
- 海岸列車（『モーニング』2000年3月19日号 No.13） - MANGA OPEN大賞受賞作
- ザ・グレート エスケープ'00 （『モーニングマグナム増刊』2000年3月8日号）
- キッス（『モーニング』2000年8月10日号 No.35）
- マーガレット（『アーリーモーニング』（モーニング増刊）2003年5/21号）
- エアリー（『アオハル』2010年第0号） - 『イヌジニン-犬神人-』と世界観を同じくしたスピンオフ作品
- 私刑警察（『週刊漫画ゴラク』2011年2月18日号）
- 秋津（『Fellows!』2011 Volume16c）
- みなもとみなこ（『アオハル』2011年第0.5号）
- エバタのロック（『週刊ビッグコミックスピリッツ』2011年44号）

### 書籍
- イヌジニン（角川書店）全1巻
- 妖怪研究家ヨシムラ（角川書店）全1巻
- 海岸列車（エンターブレイン）短編集
- ブラステッド（エンターブレイン）全2巻
- 秋津（エンターブレイン→KADOKAWA）全2巻
- エバタのロック（小学館）全4巻
- バイオレンスアクション（小学館）既刊7巻
- レイリ（秋田書店）全6巻